# Кікі Камарена
Енріке С. (Кікі) Камарена Салазар (ісп. Enrique S. 'Kike' ('Quique') Camarena Salazar, англ. Kiki Camarena; 26 липня 1947, Мехікалі, Баха-Каліфорнія — 9 лютого 1985, Гвадалахара, Халіско) — американський агент Управління боротьби з наркотиками (УБН), який під час проходження служби на території Мексики був викрадений 7 лютого 1985 року, підданий тортурам та вбитий. Деякі журналісти, історики та свідки в Мексиці заявляють, що Камарену було вбито за співучастю ЦРУ після того, як він розкрив їхнє фінансування програми «Контрас» у Нікарагуа за рахунок операцій із продажу наркотиків у Мексиці.

## Раннє життя та освіта
Енріке Камарена народився 26 липня 1947 року в Мехікалі, Мексика. Він відвідував середню школу в Калексіко, Каліфорнія, яку закінчив у 1966 році. З 1972 по 1974 рік Камарена служив у корпусі морської піхоти США. Після військової служби став поліціантом у своєму рідному місті Калексіко.
Камарена почав працювати в офісі Управління боротьби з наркотиками (УБН) міста Калексіко в 1975 році. У 1977 році Камарена переїхав до офісу агентства міста Фресно, а в 1981 році був призначений в офіс управління в місті Гвадалахара, Мексика.

## Викрадення та вбивства
У 1984 році, спираючись на інформацію УБН, 450 мексиканських солдатів, за підтримки гелікоптерів, знищили плантацію марихуани площею 1000 га в Альєнде, Чіуауа, відому під назвою «Ранчо Буфало», де щорічно вирощували марихуани на $8 мільярдів доларів. Камарену, якого вважали викривачем місця розташування плантації, був викрадений серед білого дня корумпованими мексиканськими посадовцями, що працювали на наркоторговців, 7 лютого 1985 року.
Камарену відвезли до резиденції, розташованої за адресою Лопе де Вега, 881, в колонії Хардінес дель Боске, у західній частині міста Гвадалахара, що належало Рафаелю Каро Кінтеро де його піддавали катуванням протягом 30 годин і потім убили. Його череп був пробитий металевим предметом, а його ребра були зламані. Тіло Камарени було знайдено загорнутим у пластиковий пакет у сільській місцевості за межами маленького містечка Ла Ангостура, штату Мічоакан, 5 березня 1985 року.

### Розслідування
Катування і вбивство Камарени викликали негайну реакцію з боку Управління боротьби з наркотиками, яке розпочало операцію «Легенда» (ісп. Leyenda), найбільше в історії УБН розслідування вбивства. До Мексики для координації розслідування було направлено спеціальний підрозділ, до якого також були залучені урядовці, включно з Мануелем Ібарра Еррерою, колишнім головою федеральної судової поліції Мексики, та Мігелем Алдана Ібаррою, колишнім головою Інтерполу в Мексиці.
Незабаром слідчі визначили, що найбільш вірогідними викрадачами Камарени є Мігель Анхель Фелікс Гальярдо разом зі своїми найближчими поплічниками, Ернесто Фонсека Каррільо та Рафаелем Каро Кінтеро. Під тиском уряду США президент Мексики Мігель де ла Мадрид швидко затримує Фонсеку та Каро, але Фелікс Гальярдо все ще користувався політичним захистом.
Уряд Сполучених Штатів проводив тривале розслідування вбивства Камарени. Через труднощі з екстрадицією мексиканських громадян співробітникам УБН довелось затримувати та доправляти до Сполучених Штатів двох підозрюваних — Умберто Альвареса Мачаїна, лікаря, який нібито підтримував життя Камарени, щоб подовжити катування, та Хав'єра Васкеса Веласко — за допомогою мисливців за головами.
Незважаючи на бурхливі протести мексиканського уряду, Альвареса було притягнутий до суду в Лос-Анджелесі в 1992 році. Після надання урядом матеріалів розслідування, суддя постановив, що для винесення обвинувального вироку недостатньо доказів, та постановив звільнити Альвареса. Згодом Альварес подав цивільний позов проти уряду США, звинувачуючи, що його арешт порушив договір про екстрадицію між США та Мексикою. Справа врешті-решт дійшла до Верховного суду США, який постановив, що Альварес не має права на будь-які відшкодування. Четверо інших обвинувачених — Васкес Веласко, Хуан Рамон Матта-Баллестерос, Хуан Хосе Бернабе Рамірес та Рубен Зуно Арсе (зять колишнього президента Мексики Луїса Ечеверрії) судили і визнали винними у викраденні Камарени.
Зуно знав про зв'язки з корумпованими мексиканськими посадовцями, та їхню причетність до приховування доказів убивства. Мексиканська поліція знищила докази на тілі Камарени.

### РольЦРУ
За рік до вбивства Камарени мексиканський журналіст Мануель Буендіа був убитий у Мехіко. Деякі журналісти та історики дійшли висновку, що вбивства Буендії та Камарени були пов'язані, оскільки обидва виявили, що Центральне розвідувальне управління США використовувало мексиканських та центральноамериканських наркоторговців для імпорту кокаїну в США та полегшення переміщення озброєння за програмою «Контрас». Професор Віл Панстерс пише:
Since the overriding concern of the CIA was the anti-Sandinista project, it trumped the DEA's task of combating drug trafficking, and covertly incorporated (or pressured) parts of the Mexican state into subservience. Buendía had found out about the CIA-contra-drugsDFS connection, which seriously questioned Mexican sovereignty, while Camarena learned that the CIA had infiltrated the DEA and sabotaged its work so as to interfere with the clandestine contra-DFS-traffickers network. They knew too much and were eliminated on the orders of the U.S. with Mexican complicity. Later official investigations attempted to limit criminal responsibility to the dirty connections between drug traffickers, secret agents and corrupt police, leaving out the (geo)political ramifications.
Історики Рассел та Сільвія Барлі писали, що Камарена та Буендія були вбиті, оскільки вони виявили, що ЦРУ торгує наркотиками для підтримки програми «Контрас». Вони роблять висновок,
The preponderance of evidence... persuades us beyond any reasonable doubt that [journalist] Manuel Buendía was slain on behalf of the United States because of what he had learned about U.S.-Mexico collusion with narcotics traffickers, international arms dealers, and other governments in support of Reagan administration efforts to overthrow the Sandinista government of Nicaragua. Camarena was... killed for the same reason.
Гектор Берреллес, агент УБН, який керував робочою групою, яка розслідувала вбивство Камарени, стверджував, що ЦРУ було причетним до вбивства Камарени. Колишні боси картелю повідомили газеті «USA Today», що представники та оперативник ЦРУ брали участь у зустрічах з картелем, де обговорювали викрадення Камарени.
У 2019 році Міністерство юстиції США розпочало розслідування вбивства Камарени. Речник ЦРУ відмовився коментувати цю справу.

## Спадщина
У листопаді 1988 року журнал «TIME» надрукував фото Кікі Камарени на своїй обкладинці. Камарена отримав численні нагороди під час служби УБН, а також посмертно отримав найвищу відзнаку організації — «Administrator's Award of Honor». У Фресно УБН проводить щорічний турнір з гольфу, названий його ім'ям. Школа, бібліотека та вулиця в його рідному місті Калексіко названі на його честь. В об'єднаному шкільному окрузі міста Калексіко в 2006 році відкрита Молодша школа Енріке Камарени. Крім того, початкова школа Енріке Камарени в Мшені, штат Техас, була названа його ім'ям у 2006 році. Загальнонаціональний щорічний Тиждень Червоної стрічки, який навчає школярів та юнаків уникати вживання наркотиків, було встановлено в пам'ять про нього.
У 2004 році в пам'ять Камарени був створений Фонд Енріке С. Камарена, в якому дружина Камарени Міка, його син Енріке-молодший працюють в раді директорів на добровільних засадах поряд з іншими колишніми працівниками УБН, працівниками правоохоронних органів, родиною та друзями Камарени.
У 2004 році відділення поліції Калексіко спорудило меморіал, присвячений Камарені. Меморіал розташований у залах департаменту, де служив Камарена. На його честь названо бібліотеку міста.
На цю тему написано кілька книг. Камарена є темою книги ¿O Plata o Plomo? Викрадення та вбивство агента УБН Енріке Камарена (2005) написаною агентом УБН у відставці Джеймсом Х. Куйкендолом. Документальна книга Роберто Савіано « Zero Zero Zero» (2015) частково розглядає викривну роботу Камарени та його подальшу долю.

## Особисте життя
Камарена та його дружина Женева (Міка) мали трьох синів.

## У культурі
- Перший сезон серіалу «Нарко: Мексика» повністю присвячений історії Кікі Камарени від його приїзду в Мексику до викрадення та вбивства. Його грає американський актор Майкл Пенья.
- У серіалі Netflix «Нарко» смерть Камарени та її наслідки згадувались кадрами з новин в епізоді першого сезону «The Men of Always».
- «Нарковійни: Історія Камарени» (1990) — американський телевізійний мінісеріал про Кікі Камарену, в якому знялися Тріт Вільямс та Стівен Бауер.
- «Герої під вогнем: Праведна Вендетта» (2005)[34] — документальний фільм телеканалу History, який впорядковує в часі події, пов'язані з Камареною, та представляє інтерв'ю з членами його сім'ї, агентами УБН та іншими особами, які брали участь у розслідуванні.
- «Міс Бала» (2011) — мексиканський фільм, який зображує вигадану версію про вбивство Кіке Камари.[35]